# Châtillon (Rhône)
Pour les articles homonymes, voir Châtillon.
Châtillon-d'Azergues redirige ici.
Châtillon (autrefois Châtillon-d'Azergues) est une commune française située dans le département du Rhône, en région Auvergne-Rhône-Alpes.

## Géographie

### Situation
Située à 20 km au nord-ouest de Lyon et à 13,8 km au sud-ouest de Villefranche-sur-Saône à vol d'oiseau, Châtillon est une commune de la vallée de l'Azergues, dans le sud du Beaujolais.
| Chessy                | Bagnols                  | Charnay            |
|                       | Châtillon                | Belmont-d'Azergues |
| Saint-Germain-Nuelles | Fleurieux-sur-l'Arbresle | Lozanne            |

### Climat
Pour des articles plus généraux, voir Climat d'Auvergne-Rhône-Alpes et Climat du Rhône.
En 2010, le climat de la commune est de type climat océanique dégradé des plaines du Centre et du Nord, selon une étude du Centre national de la recherche scientifique s'appuyant sur une série de données couvrant la période 1971-2000. En 2020, Météo-France publie une typologie des climats de la France métropolitaine dans laquelle la commune est exposée à un climat de montagne ou de marges de montagne et est dans la région climatique  Nord-est du Massif Central, caractérisée par une pluviométrie annuelle de 800 à 1 200 mm, bien répartie dans l’année. 
Pour la période 1971-2000, la température annuelle moyenne est de 11,8 °C, avec une amplitude thermique annuelle de 17,5 °C. Le cumul annuel moyen de précipitations est de 777 mm, avec 9 jours de précipitations en janvier et 6,5 jours en juillet. Pour la période 1991-2020, la température moyenne annuelle observée sur la station météorologique de Météo-France la plus proche, « Le Breuil », sur la commune du Breuil à 5 km à vol d'oiseau, est de 11,6 °C et le cumul annuel moyen de précipitations est de 749,8 mm,. Pour l'avenir, les paramètres climatiques de la commune estimés pour 2050 selon différents scénarios d'émission de gaz à effet de serre sont consultables sur un site dédié publié par Météo-France en novembre 2022.

### Voies de communication et transports
Châtillon est située sur la route Buissonnière (RD 385) entre le col des Écharmeaux (Saône-et-Loire) et Dommartin (Rhône).

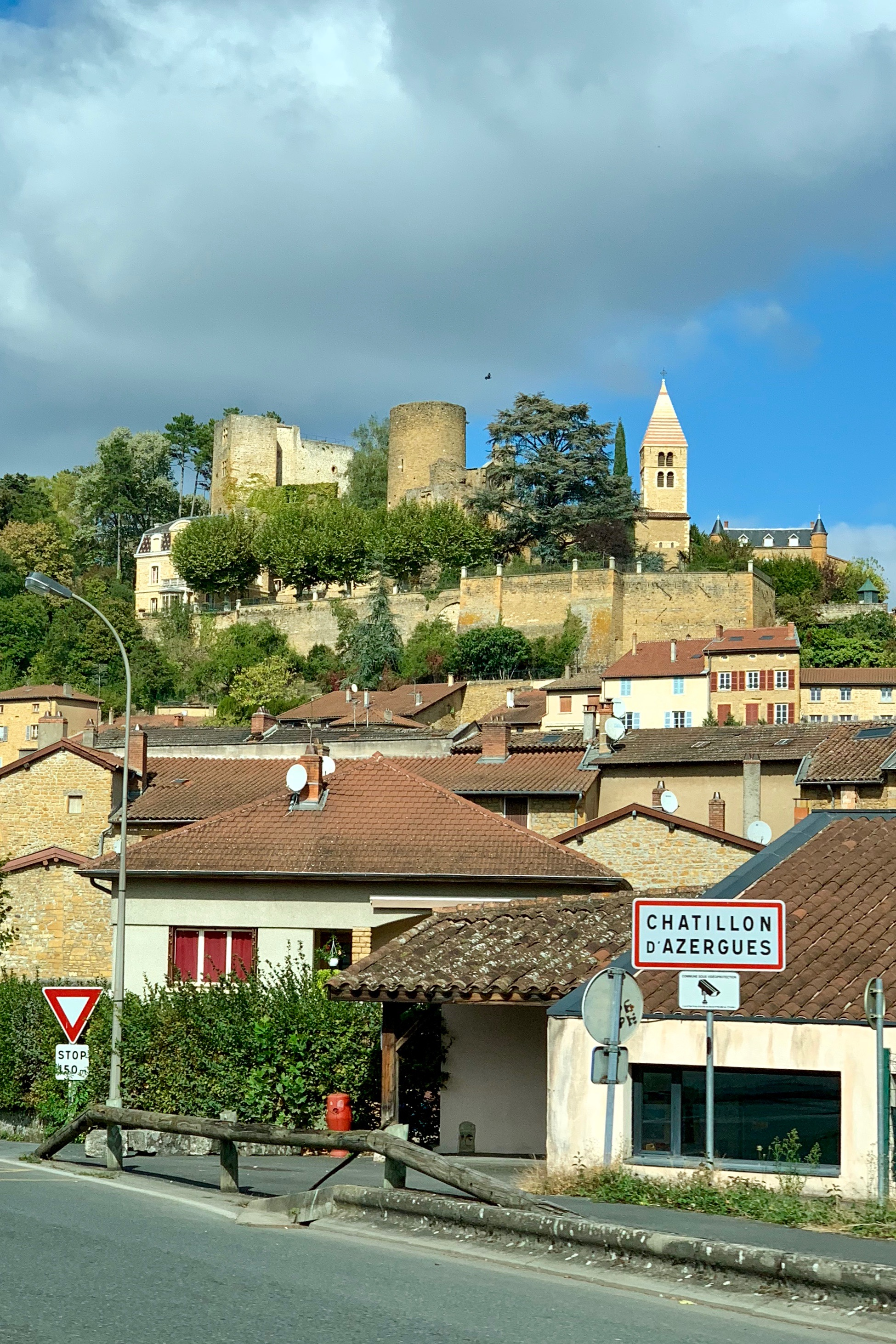
Village de Châtillon d'Azergues

## Urbanisme

### Typologie
Au 1er janvier 2024, Châtillon est catégorisée ceinture urbaine, selon la nouvelle grille communale de densité à sept niveaux définie par l'Insee en 2022.
Elle est située hors unité urbaine. Par ailleurs la commune fait partie de l'aire d'attraction de Lyon, dont elle est une commune de la couronne,. Cette aire, qui regroupe 397 communes, est catégorisée dans les aires de 700 000 habitants ou plus (hors Paris),.

### Occupation des sols
L'occupation des sols de la commune, telle qu'elle ressort de la base de données européenne d’occupation biophysique des sols Corine Land Cover (CLC), est marquée par l'importance des territoires agricoles (79,5 % en 2018), une proportion identique à celle de 1990 (79,5 %). La répartition détaillée en 2018 est la suivante : 
zones agricoles hétérogènes (47,3 %), prairies (20,8 %), cultures permanentes (11,5 %), zones urbanisées (11,2 %), forêts (9,3 %). L'évolution de l’occupation des sols de la commune et de ses infrastructures peut être observée sur les différentes représentations cartographiques du territoire : la carte de Cassini (XVIIIe siècle), la carte d'état-major (1820-1866) et les cartes ou photos aériennes de l'IGN pour la période actuelle (1950 à aujourd'hui).

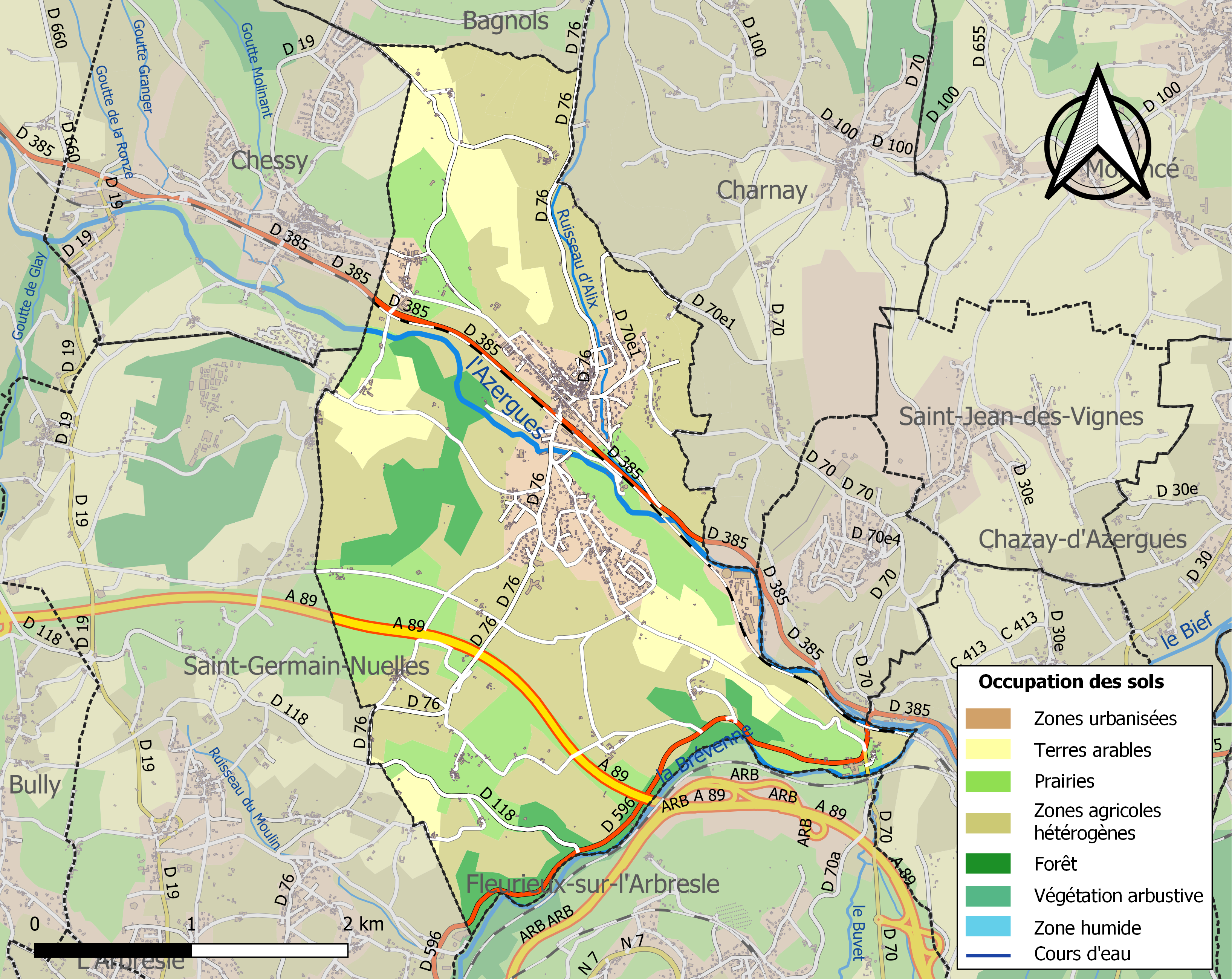
Carte des infrastructures et de l'occupation des sols de la commune en 2018 (CLC).

## Toponymie

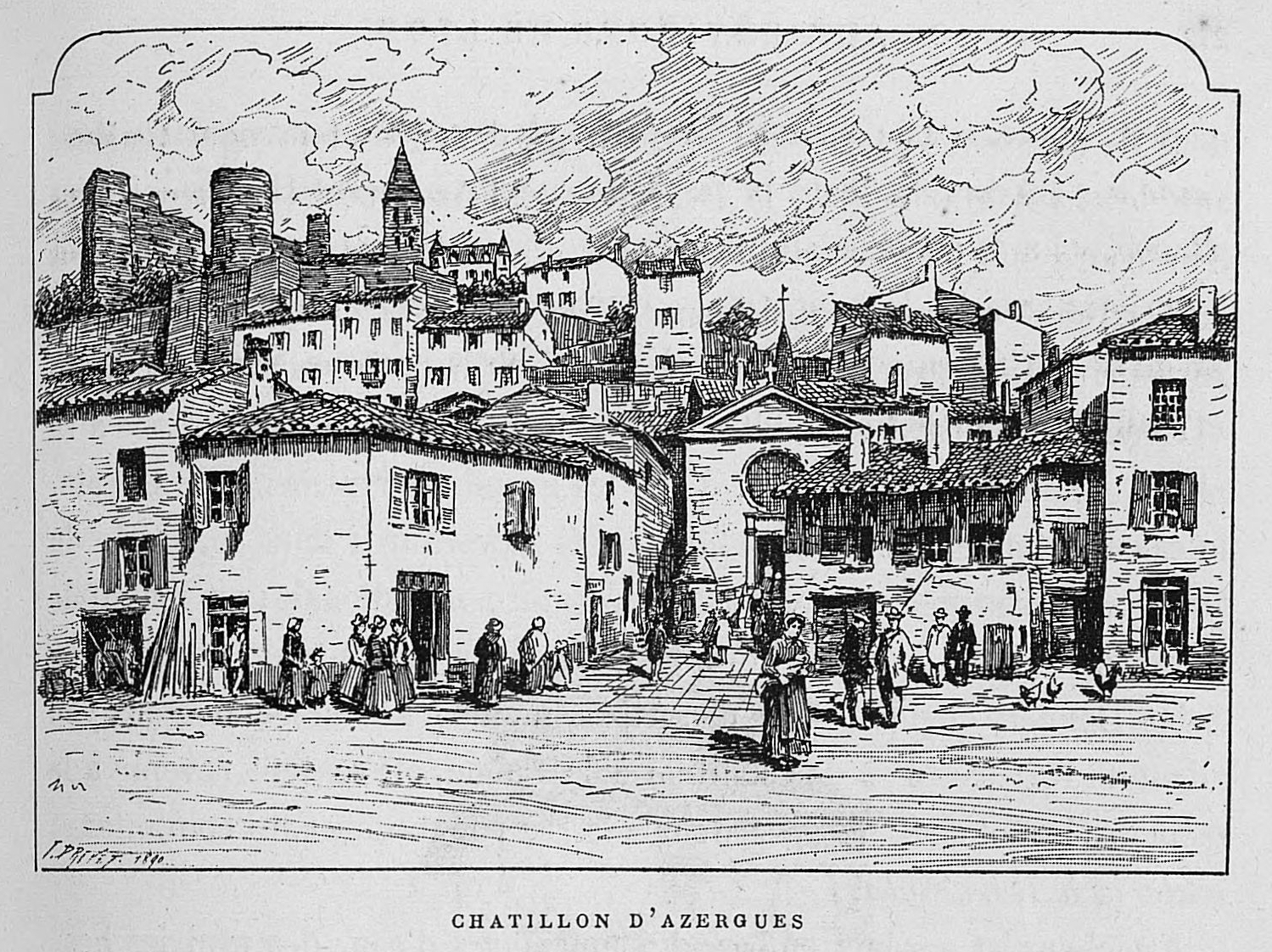
Châtillon-d'Azergues illustré par Joannès Drevet (1854–1940).

La commune était connue sous le nom de Chatillon en 1793, Châtillon en 1801.
Châtillon serait un dérivé, sans doute mérovingien, du bas latin castellum, diminutif de castrum, accompagné du suffixe -ionem. Castrum désigne d’abord tous les types de forteresse, depuis le simple donjon jusqu’à l’enceinte urbaine, puis se spécialise dans le sens de « château fort » et se réduit ensuite à celui de « grande maison de plaisance ».

## Histoire
Le château fort de Châtillon, des XIIe – XIIIe siècles, est cité pour la première fois dans l'accord de 1173 entre le comte de Forez et l'archevêque de Lyon, traité qui sépare définitivement les comtés de Forez et du Lyonnais. Depuis les XIe – XIIe siècles, il existe une famille seigneuriale locale qui tire son nom du village, les Châtillon (sans lien avec Châtillon les Dombes) : Amblard vers 1100, Guillaume-Rainier en 1121, Dalmace en 1160... Au XIIIe siècle, c'est la famille d'Oingt qui possède Châtillon, au moins depuis Guichard d'Oingt.
De 1217 à 1221, - Guichard d'Oingt érige le château de Bagnols en Lyonnais/en Beaujolais ; il était aussi co-seigneur de Châtillon-d'Azergues et titulaire de multiples fiefs au Bois-d'Oingt, à Liergues, St-Marcel-l'Eclairé, Ternand, St-Vérand, Theizé, Moiré, Pouilly, Sarcey, St-Loup, Légny ; à court d'argent, il emprunta à l'archevêque Renaud en 1217, 1220, 1221, 1225, pour 20 000 sous forts en tout, gageant en échange l'essentiel de ses biens, dont les châteaux d'Oingt et de Bagnols. Son fils aîné Guichard (II) lui succède à Oingt, et son fils cadet, - Étienne, † entre 1272 et 1284, seigneur de Châtillon pour moitié vers 1247 (l'autre moitié appartient à André d'Albon de Curis depuis la mi-XIIIe siècle), et aussi de Bagnols, Saint-Forgeux, Saint-Romain-de-Popey, accorde une charte de franchises à Châtillon en avril 1261 ; il épouse Arthaude de Roussillon vers 1247 (fille d'Artaud IV et d'Artaude de Forez) ; leurs fils - Guichard (III) et Gilet d'Oingt ne vécurent guère, et la succession passa vite à leurs filles - Marguerite et Éléonore d'Oingt, mariées respectivement en décembre 1288 à Guy d'Albon de Curis et Guillaume d'Albon de Châtillon, deux des trois fils d'André d'Albon de Curis rencontré plus haut (le 3e étant Henri d'Albon de Pollionnay) ; en 1303, la seigneurie de Châtillon se distribue donc tout entière entre les trois frères d'Albon, et c'est finalement Guillaume, † ap. 1313, qui en tiendra l'essentiel (il achète la part de son frère Henri ; leur frère aîné Guy cède sa part à une autre famille qui doit être les Varey d'Avauges évoqués plus bas : ils sont en effet titrés co-seigneurs de Châtillon).
Succèdent ensuite : - Étienne d'Albon, fils aîné d'Eléonore et Guillaume, marié à Jacqueline, fille d'Artaud II de St-Germain de Montrond ; leurs fils - Jean († entre 1349 et 1357 ; mari de Marguerite d'Oingt, fille de Guy sire d'Oingt, et père d'autre - Étienne d'Albon, † 1370) et - Thibaud d'Albon († 1399), marié à une de Thélis-cf. Sarron à Fourneaux ; - Thibaud (II) d'Albon, † 1416, fils homonyme du précédent, époux de Catherine de Varey d'Avauges de Châtillon : voir plus haut ; - Antoine († ap. 1459) et Guillaume d'Albon († ap. 1434), petits-fils de Thibaud (II) (deux enfants de son fils cadet prédécédé Amédée, disparu à Azincourt en 1415 ; le frère aîné d'Amédée, Guichard, disparu vers 1419, avait été déshérité par leur père Thibaud II)
En février 1453, l'héritière - Jeanne d'Albon, fille d'Antoine, dame de Châtillon-d'Azergues, Liergues et Bagnols, épouse Rauffet II de Balsac, conseiller-chambellan de Louis XI, sire de Montmorillon (à Arfeuilles) et Saint-Clément, sénéchal de Nîmes et de Beaucaire († en octobre 1473 ; frère aîné de Robert de Balsac d'Entraigues ; les blasons de Châtillon et de Bagnols sont inspirés des armoiries de la famille de Balsac/de Balzac).
Succèdent ensuite leurs fils - Rauffet III (sénéchal de Beaucaire ; † sans postérité) et - Geoffroy de Balsac († 1510 ; sans postérité de son union avec Claude Le Viste, dame d'Arcy, La Bussière et Saint-Sorlin (Saint-Sernin) en Brionnais, † vers 1544, fille de Jean IV Le Viste et cousine issue de germains d'Antoine II Le Viste de Fresnes ; les Le Viste sont les commanditaires de la Dame à la Licorne). Héritière de son mari Geoffroy de Balsac, Claude Le Viste transmet Châtillon et Bagnols à son deuxième époux, Jean de Chabannes-Vendenesse (tué, comme Bayard, lors de la retraite de Rebec en 1524), frère aîné du maréchal Jacques II de La Palice († 1525 à Pavie) ; sans postérité survivante et veuve pour la deuxième fois, Claude laisse ses biens aux Chabannes-La Palice à sa mort vers 1544.
Mais dès 1539, Châtillon, Bagnols et Frontenas sont acquis par - Jean Camus (vers 1488-1568), que la tradition suppose proche parent de Perrenot, Nicolas (deux capitaines d'Auxonne) et Maurice/Geoffroy Camus de Marcilly (maître d'Hôtel du duc de Lorraine), en fait plutôt issu du patriciat marchand et consulaire de Lyon, riche commerçant en épices, échevin de Lyon, conseiller-secrétaire du roi en 1549, seigneur ou châtelain de Feugerolles par achat en 1567, de Vaise-La Roche/Rochecardon, St-Bonnet, Marols, Châtelneuf ; il se marie avec Antoinette de Vi(g)nols d'Arginy de Pontcarré, † 1576, et l'évêque Jean-Pierre Camus est dans leur descendance. Leur 3e fils, - Claude Camus, trésorier général de France, reçut Châtillon, Bagnols, Frontenas, Vaise-la Roche et Arginy ; il épouse en 1564 Anne Grollier de Belair du Bois-d'Oingt, d'où trois fils : Charles Camus de Bagnols, Antoine Camus d'Arginy, et - Gaspard Camus de Châtillon, 1er baron de Châtillon en 1623, † ap. 1630, père de Gaspard (II), † ap. 1671, qui laisse la baronnie à son neveu - Jean Gaspard, fils de sa sœur Antoinette Camus et de Marc Gaspard. Mais ledit Jean Gaspard vend Châtillon le 1er mars 1691 à - Maurice Dufournel, maître des requêtes au Parlement de Dombes.

La fille du nouveau baron de Châtillon, - Marie Dufournel, transmet à son mari Jean-Baptiste d'Inguimbert de Pramiral. Leur fils - Camille d'Inguimbert de Pramiral, † av. 1738, en fait hommage en 1726 et 1732, y construit en 1719-1723 l'église St-Camille (connue sous le vocable de St-Barthélemy, en souvenir de la chapelle inférieure St-Barthélemy/Notre-Dame-de-Bon-Secours du vieux château, qui faisait jadis office d'église paroissiale), et réside volontiers au château de Bayère à Charnay plutôt qu'audit château féodal. La fille aînée de Camille, - Marie d'Inguimbert de Pramiral hérite de la baronnie, épouse Augustin comte de Foudras en 1745, mais † dès 1746. Sa mère - Elisabeth Chappuis vend Châtillon et Bayère le 8 septembre 1753 à - Paul Durand de La Flachère, conseiller-secrétaire du roi, suivi par son fils - Simon-Jean-César Durand de la Flachère, trésorier de France, † ap. 1789, dont la fille Marie-Bonne-Antoinette Durand marie Pierre-Anne de Chapon(n)ay de Morancé en 1796 : leur fils César-François de Chaponay possédait toujours le domaine au XIXe siècle...

## Politique et administration

### Rattachements administratifs et électoraux
Châtillon appartient à l'arrondissement de Villefranche-sur-Saône et au canton du Val d'Oingt (anciennement canton du Bois-d'Oingt) depuis sa création.
Pour l'élection des députés, la commune fait partie de la huitième circonscription du Rhône, représentée depuis juin 2020 par Nathalie Serre (DVD, app. LR), suppléante de Patrice Verchère (LR), démissionnaire à la suite de son élection comme maire de Cours.
Sur le plan des institutions judiciaires, la commune relève du tribunal judiciaire (qui a remplacé le tribunal d'instance et le tribunal de grande instance le 1er janvier 2020), du tribunal pour enfants, du conseil de prud'hommes, du tribunal de commerce et du tribunal paritaire des baux ruraux de Villefranche-sur-Saône, de la cour d’appel, du tribunal administratif et de la cour administrative d'appel de Lyon.

### Intercommunalité
Depuis le 1er janvier 2014, date de sa création, la commune appartient à la communauté de communes Beaujolais Pierres Dorées, qui rassemble 34 communes et 52 275 habitants (population légale 2017). Cette intercommunalité est issue de la fusion de quatre communautés de communes dont celle des Pays du Bois d'Oingt qui a existé de 1996 à 2013 et dans laquelle Châtillon était membre.

### Administration municipale

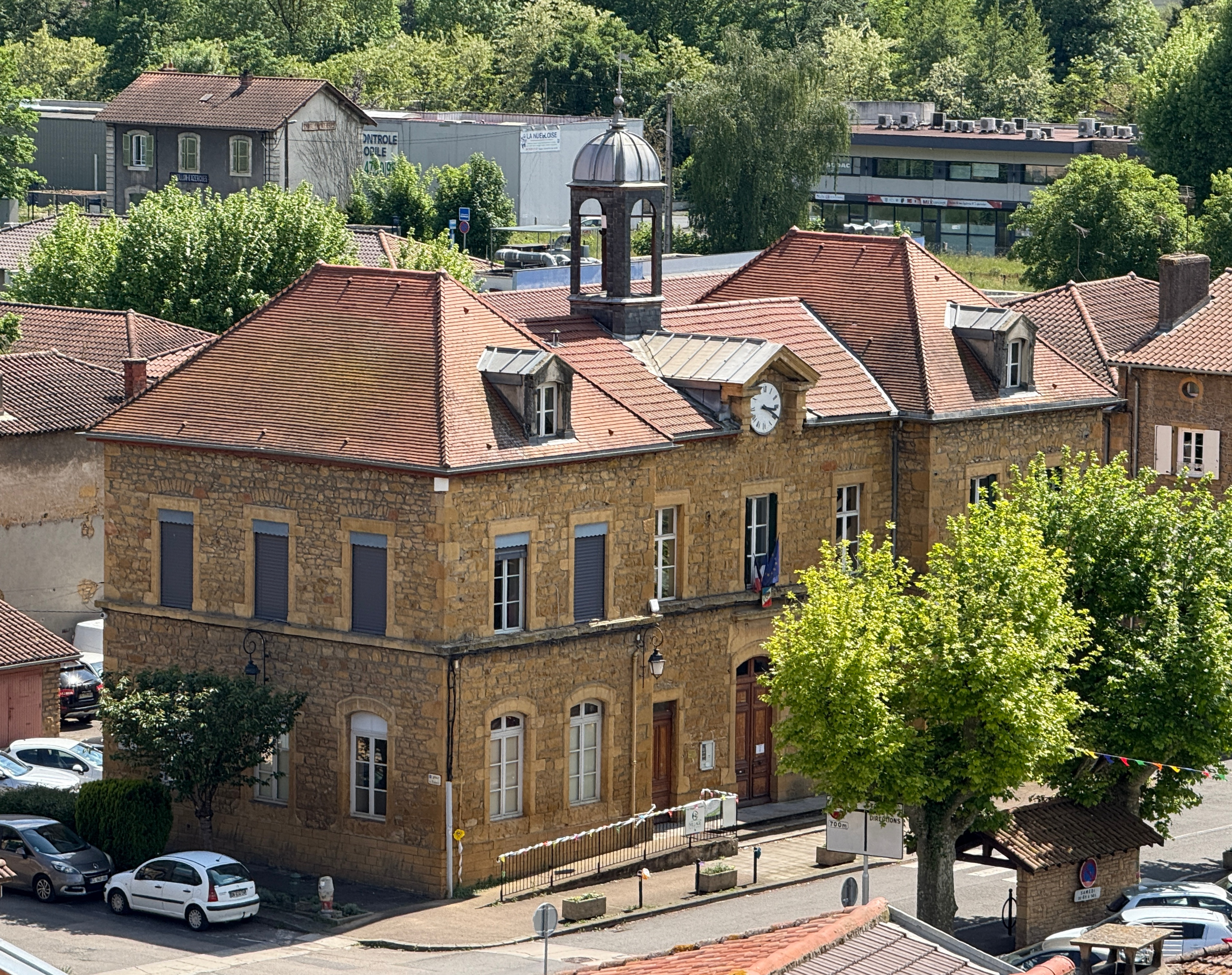
La mairie.

Le nombre d'habitants au dernier recensement étant compris entre 1 500 et 2 499, le nombre de membres du conseil municipal est de 19.

## Économie

### Tourisme
La commune est traversée par le sentier de grande randonnée de pays Tour du Beaujolais des Pierres dorées.

## Population et société

### Démographie
La commune de Châtillon appartient à l'aire urbaine de Lyon, qui comptait 2 265 375 habitants au 1er janvier 2014.
L'évolution du nombre d'habitants est connue à travers les recensements de la population effectués dans la commune depuis 1793. Pour les communes de moins de 10 000 habitants, une enquête de recensement portant sur toute la population est réalisée tous les cinq ans, les populations de référence des années intermédiaires étant quant à elles estimées par interpolation ou extrapolation. Pour la commune, le premier recensement exhaustif entrant dans le cadre du nouveau dispositif a été réalisé en 2008.

En 2022, la commune comptait 2 184 habitants, en évolution de +1,2 % par rapport à 2016 (Rhône : +3,93 %, France hors Mayotte : +2,11 %).
| 1793 | 1800 | 1806 | 1821 | 1831 | 1836 | 1841 | 1846  | 1851  |
| ---- | ---- | ---- | ---- | ---- | ---- | ---- | ----- | ----- |
| 860  | 911  | 912  | 851  | 841  | 872  | 954  | 1 040 | 1 139 |

| 1856  | 1861  | 1866  | 1872  | 1876  | 1881  | 1886  | 1891  | 1896  |
| ----- | ----- | ----- | ----- | ----- | ----- | ----- | ----- | ----- |
| 1 114 | 1 201 | 1 258 | 1 191 | 1 206 | 1 181 | 1 115 | 1 014 | 1 018 |

| 1901 | 1906 | 1911 | 1921 | 1926 | 1931 | 1936 | 1946 | 1954 |
| ---- | ---- | ---- | ---- | ---- | ---- | ---- | ---- | ---- |
| 960  | 948  | 951  | 761  | 800  | 853  | 883  | 842  | 830  |

| 1962  | 1968  | 1975  | 1982  | 1990  | 1999  | 2006  | 2008  | 2013  |
| ----- | ----- | ----- | ----- | ----- | ----- | ----- | ----- | ----- |
| 1 075 | 1 211 | 1 381 | 1 446 | 1 591 | 1 873 | 2 067 | 2 119 | 2 194 |

| 2018  | 2022  | - | - | - | - | - | - | - |
| ----- | ----- | - | - | - | - | - | - | - |
| 2 117 | 2 184 | - | - | - | - | - | - | - |

### Enseignement

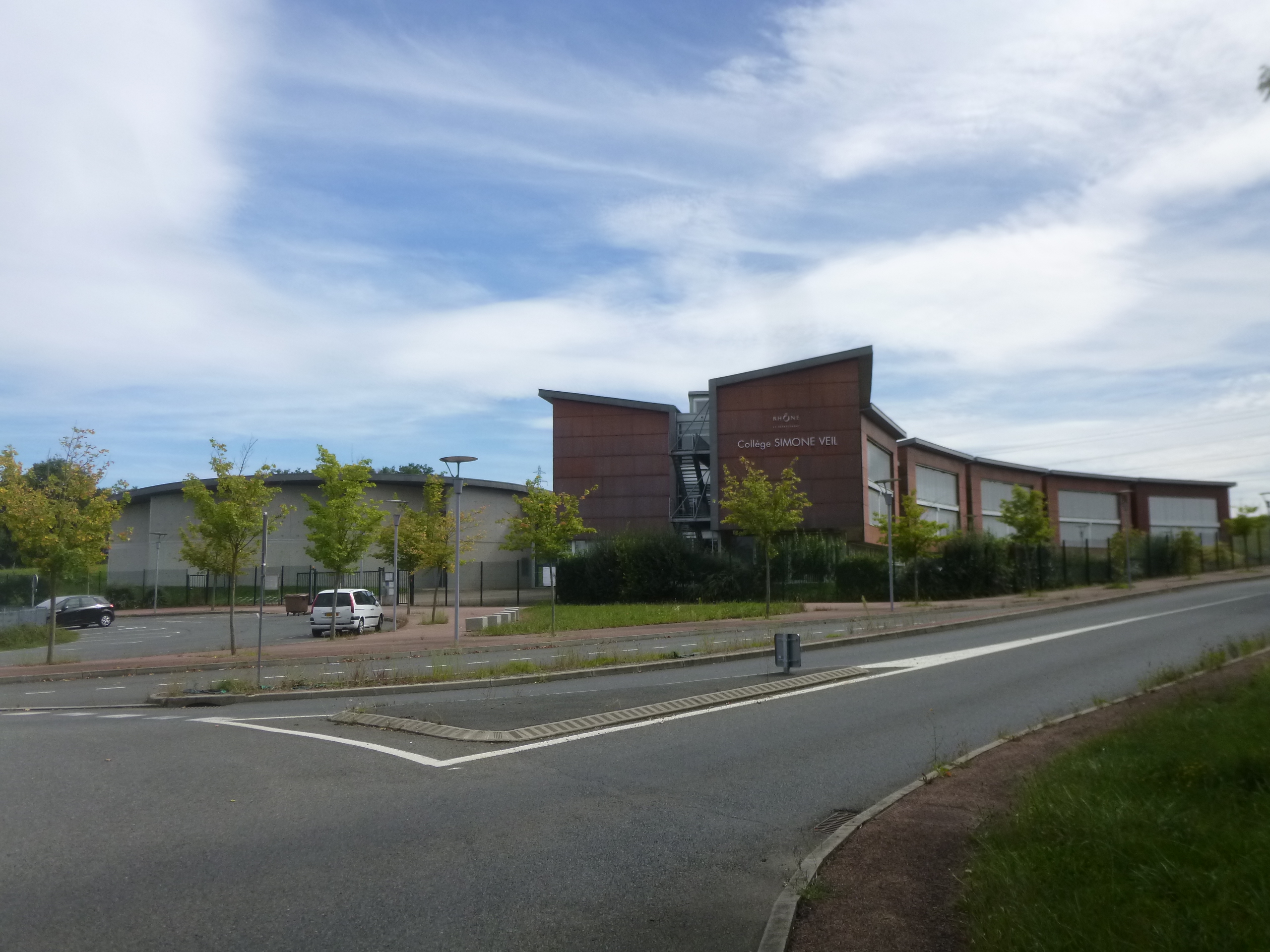
Le collège Simone-Veil.

Châtillon est située dans l'académie de Lyon. La commune gère une école maternelle et une école élémentaire.
Le département du Rhône gère le collège Simone-Veil.

### Manifestations culturelles et festivités
- La médiathèque intercommunale de Châtillon-Chessy[27] offre l'accès à diverses activités culturelles et permet la consultation sur place ou l'emprunt de livres, CDs et DVDs ainsi que l'accès à Internet. Ses collections sont renouvelées en partie sur budget des deux communes de Châtillon d'Azergues et Chessy-les-Mines et en partie grâce aux services de la médiathèque départementale du Rhône dont 400 000 documents sont réservables et livrés par navette mensuelle ou choisis et récupérés Bron. La convention avec la médiathèque départementale du Rhône permet par ailleurs aux inscrits de la bibliothèque municipale d'accéder à des services numériques spécifiques[28].

### Santé
Dans la commune sont installés plusieurs professionnels de la santé : médecine générale, ostéopathe, orthophoniste, cabinet infirmier et de kinésithérapie, ainsi qu'une pharmacie.

### Sports
Châtillon accueille de plus en plus de sports, associatifs surtout : clubs de danse et de football, regroupant Chessy également, badminton, judo, tennis et fitness.[réf. nécessaire]

### Cultes
Pour le culte catholique, Châtillon relève du diocèse de Lyon et de la paroisse Saint-Vincent-des-Pierres Dorées. L'église est dédiée à saint Barthélémy.

## Culture locale et patrimoine

### Lieux et monuments
Le village de Châtillon est dominé par les ruines imposantes de son château des XIIe – XIIIe siècles. Les ruines du château ont été classées monument historique le 1er octobre 1937.
Juste à côté du château, la chapelle Saint-Barthélémy, dite Notre-Dame-de-Bon-Secours, présente plusieurs particularités : construite au XIIe siècle sur l'emplacement d'un édifice plus ancien, il s'agit en fait de deux chapelles superposées. La chapelle supérieure possède une abside en encorbellement. Un portail gothique a été ajouté au XVe siècle et l'ensemble a été restauré au XIXe siècle. La chapelle a été classée monument historique par liste en 1862.

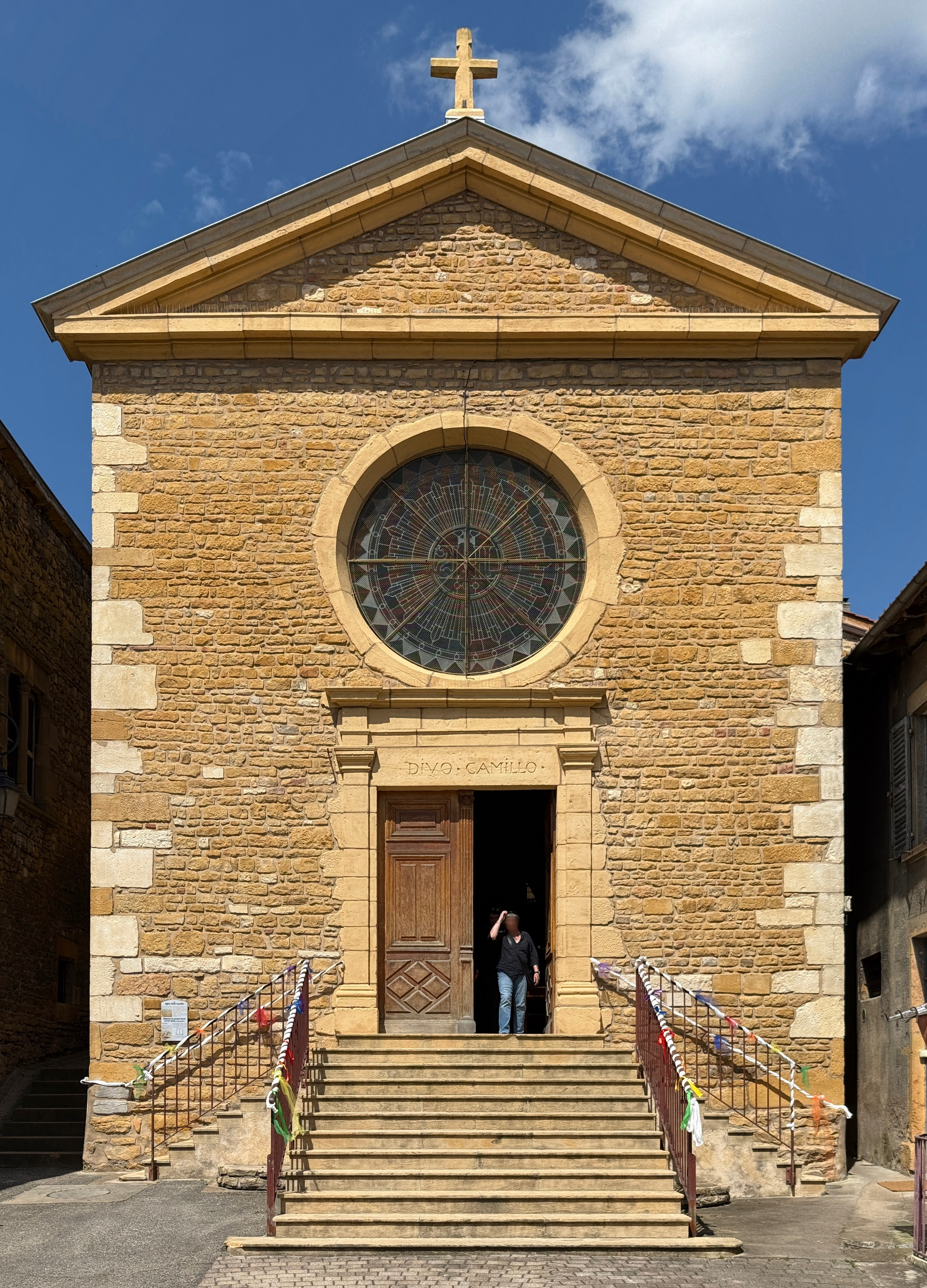
Église Saint-Barthélémy.
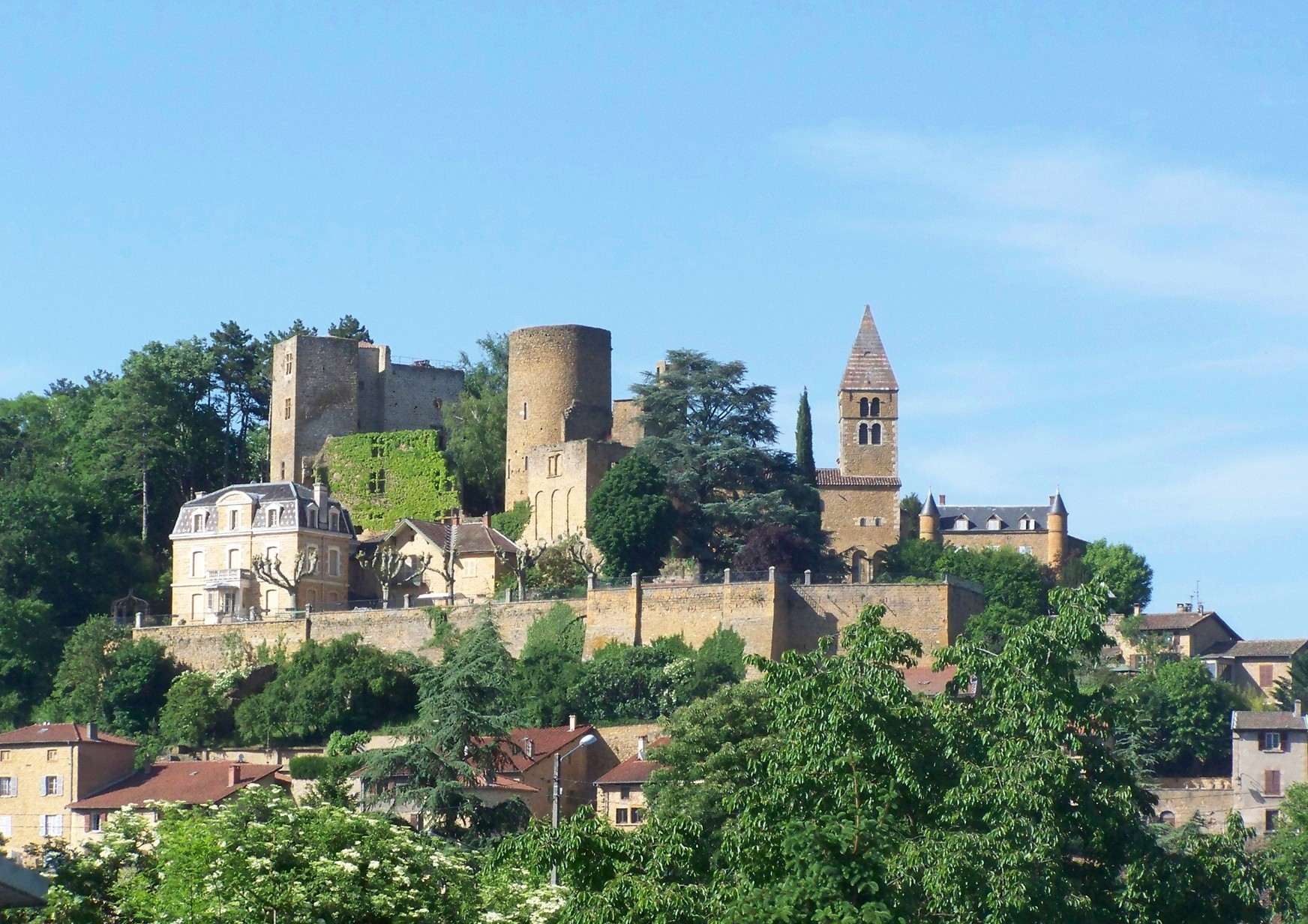
Vue d'ensemble du village.
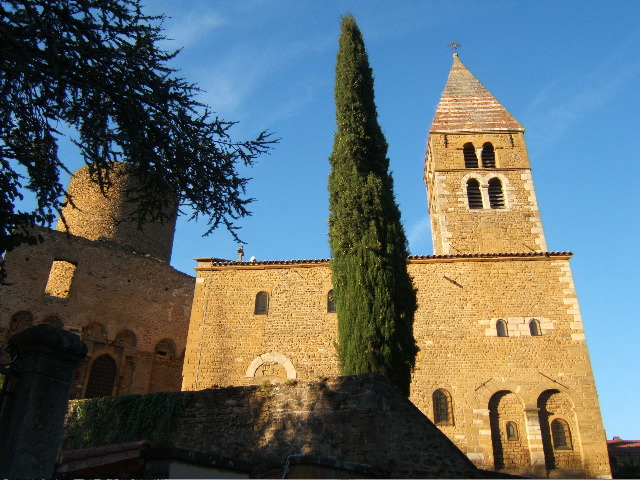
Vue du château et de la chapelle (côté sud) aujourd'hui.
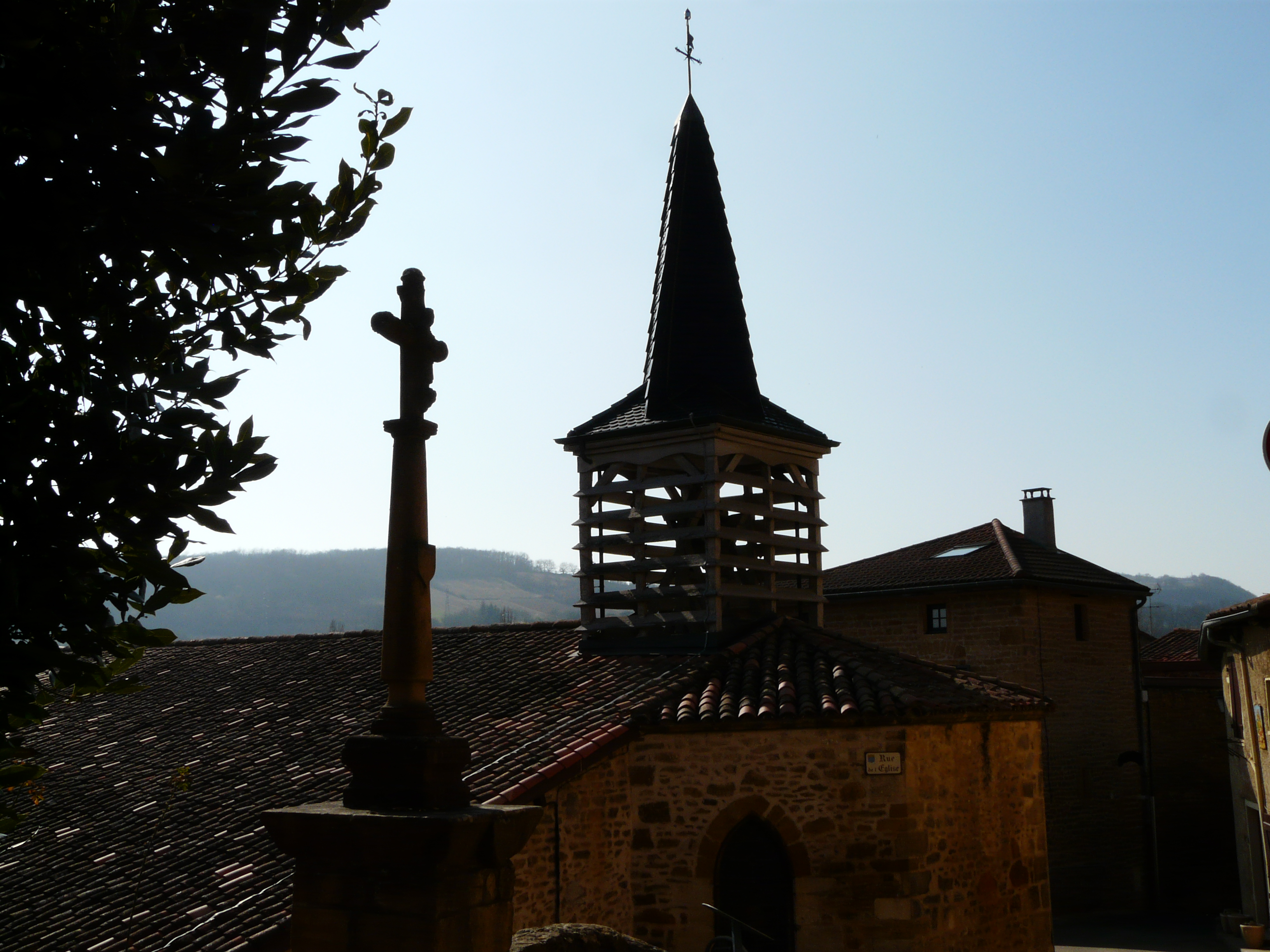
Clocher de l'église Saint-Barthélémy.

## Personnalités liées à la commune
Catherine-Thérèse Woillez, née Rieder, auteur de romans pour la jeunesse, notamment pour Edma et Marguerite, ou les Ruines de Châtillon-d’Azergues (1848). A la fin de sa vie, au moins à partir de 1846, Catherine Woillez habita chez sa fille et son gendre à Châtillon-d’Azergues, où elle mourra le 11 novembre 1859.